# Tân sinh mạch

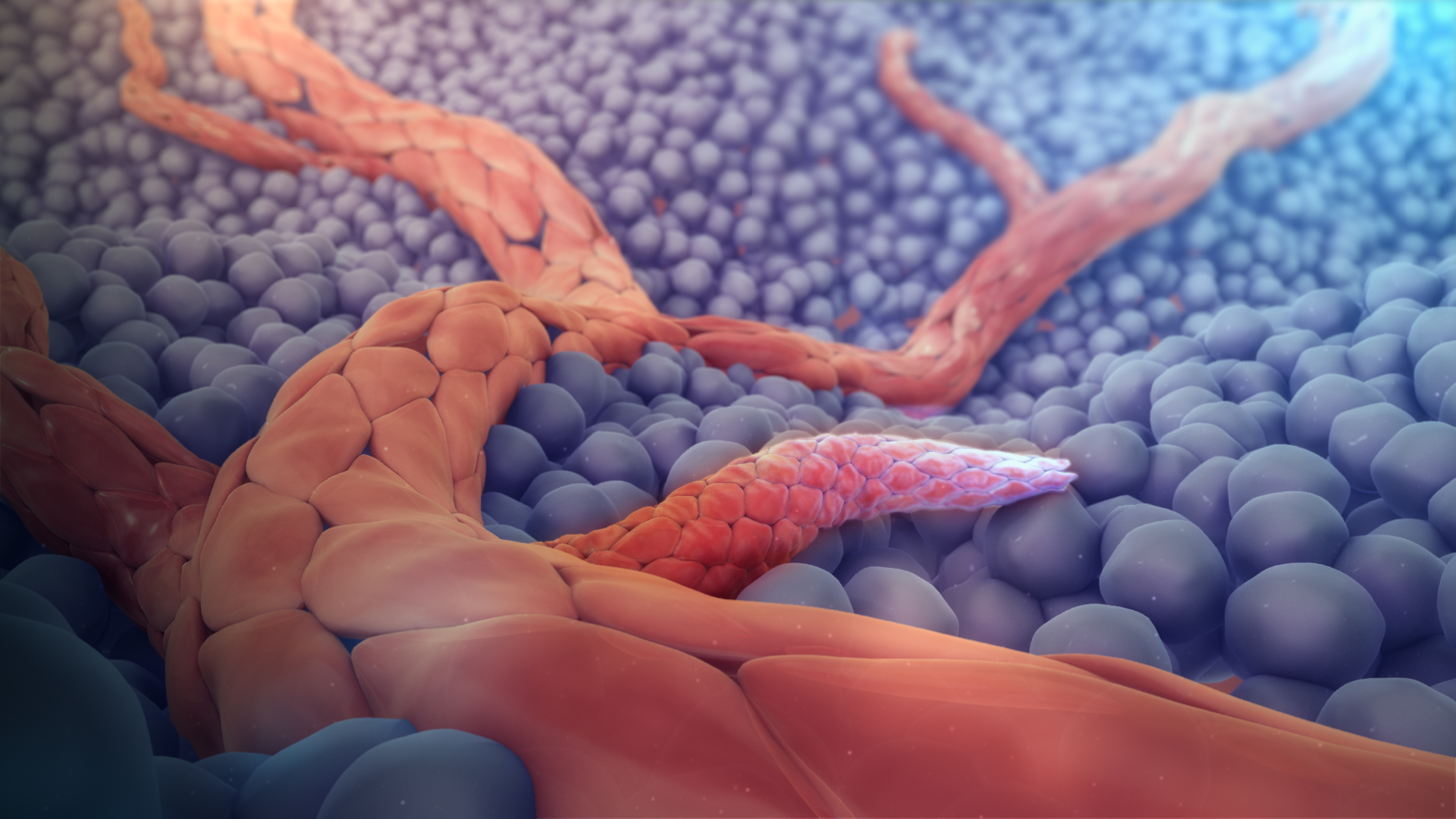
Ảnh 3D thể hiện quá trình tân sinh mạch

Tân sinh mạch (tiếng Anh: angiogenesis) là quá trình sinh lý hình thành các mạch máu mới từ những mạch máu có trước đó. Sự tân sinh mạch tiếp tục sự phát triển của hệ mạch bằng các quá trình nảy mạch và tách mạch, trong khi quá trình hình thành mạch máu (vasculogenesis) bắt nguồn từ sự hình thành phôi thai của các tế bào nội mô từ các tế bào trung bì đầu dòng và từ quá trình tân mạch hóa (neovascularization), được xem như giai đoạn đầu trong quá trình hình thành hệ mạch. Do đó, tân sinh mạch là sự tiếp diễn của quá trình hình thành mạch máu, chịu trách nhiệm phần lớn cho sự sinh trưởng của mạch máu trong quá trình phát triển và trong bệnh tật.
Tân sinh mạch là một quá trình sinh lý thiết yếu trong sự sinh trưởng và phát triển, cũng như trong quá trình lành vết thương và sự hình thành mô hạt. Tuy nhiên, nó cũng diễn ra trong sự chuyển tiếp các khối u từ lành tính sang ác tính. Vì thế, các chất ức chế tân sinh mạch (angiostatin, endostatin, arrestin...) cũng được dùng trong điều trị ung thư. Vai trò cần thiết của tân sinh mạch trong sự phát triển khối u đã được đề xuất lần đầu tiên vào năm 1971 bởi Judah Folkman, người đã miêu tả khối u là "hot and bloody" (nóng và đầy máu). Điều này cho thấy rằng, ít nhất đối với nhiều loại khối u, điều đặc trưng là sự lưu thông tốt và thậm chí là sự sung huyết (hyperaemia).

## Các dạng tân sinh mạch

### Tân sinh mạch máu nảy chồi
Tân sinh mạch máu nảy chồi (sprouting angiogenesis)thuật ngữ lấy từ: là dạng tân sinh mạch đầu tiên được xác định, và do đó những hiểu biết về dạng tân sinh mạch này cũng nhiều hơn dạng tân sinh tách mạch. Nó xảy ra trong một số giai đoạn đặc trưng rõ ràng. Tín hiệu ban đầu truyền đến từ các vùng mô không có mạch máu. Sự giảm oxy huyết (hypoxia) được ghi nhận ở những khu vực này khiến các mô đòi hỏi sự hiện diện của các dưỡng chất và oxy nhằm thực hiện các hoạt động chuyển hóa. Do đó, các tế bào nhu mô sẽ tiết ra yếu tố tăng trưởng nội mạch (VEGF-A), một yếu tố tăng trưởng tiền sinh mạch, kích hoạt các thụ thể trên tế bào nội mô hiện diện trong các mạch máu tồn tại trước đó. Các tế bào nội mô sau khi được kích hoạt được gọi là tế bào ngọn (tip cell), bắt đầu giải phóng các enzyme protease phá vỡ lớp màng đáy (basement membrane) tạo điều kiện cho các tế bào nội mô thoát ra khỏi thành mạch ban đầu. Các tế bào nội mô sau đó tăng sinh trong vùng cơ chất xung quanh và hình thành các mầm cứng kết nối các mạch máu lân cận. Các tế bào đang tăng sinh nằm bên dưới tế bào ngọn được gọi là tế bào thân (stalk cell). Sự tăng sinh của những tế bào này cho phép mầm mao mạch phát triển đồng thời theo chiều dài.
Khi các mầm mao mạch vươn dài về phía nguồn kích thích tân sinh mạch, các tế bào nội mô cũng di chuyển song hành nhờ các protein kết dính integrin. Những mầm này sau đó tạo ra các vòng để trở thành một lòng mạch chính thức khi các tế bào di chuyển đến điểm tân sinh mạch. Sự nảy mạch xảy ra với tốc độ vài milimét mỗi ngày, cho phép các mạch mới lan tỏa ra các khoảng trống trong hệ mạch. Tân sinh mạch máu nảy chồi khác hẳn với tân sinh tách mạch vì nó tạo ra mạch máu mới hoàn toàn trong khi tân sinh tách mạch, các mạch máu được tách ra từ mạch máu có trước.

### Tân sinh tách mạch
Tân sinh tách mạch (Splitting angiogenesis) hay tân sinh kiểu lồng ruột (intussusceptive angiogenesis) là quá trình hình thành mạch máu mới bằng cách chia một mạch máu hiện có thành hai. Trong dạng tân sinh mạch này, thành mao mạch kéo dài vào trong lòng mạch để tách một mạch ra làm đôi. Quá trình này được chia làm 4 pha. Pha đầu, hai thành mao mạch đối diện thiết lập một vùng tiếp xúc chung. Pha thứ hai, các điểm liên kết tế bào nội mô được tổ chức lại và lớp màng kép nơi tiếp xúc giữa hai thành mạch được đục lổ để cho phép các yếu tố tăng trưởng và tế bào thâm nhập vào lòng mạch. Pha thứ ba, khoảng không được hình thành giữa hai mạch mới tại vùng tiếp xúc được lấp đầy bởi các tế bào ngoại biên (pericyte) và nguyên bào cơ sợi (myofibroblast). Những tế bào này bắt đầu sản sinh ra các sợi collagen vào lõi để hình thành nên mạng lưới ngoại bào cho sự phát triển của lòng mạch. Pha cuối, lõi được xử lý mà không làm thay đổi cấu trúc cơ bản. Sự quan trọng của tân sinh tách mạch liên quan đến sự tái tổ chức lại các tế bào hiện có, làm tăng số lượng mao mạch nhưng không làm tăng số lượng tế bào nội mô tương ứng. Điều này đặc biệt quan trọng trong quá trình phát triển phôi thai do chưa đủ điều kiện để tạo ra một hệ vi tuần hoàn (microcirculation) phong phú với các tế bào mới mỗi khi một mạch mới phát triển.